# O Matador (2017)
O Matador é um filme brasileiro de 2017 do gênero neo-western criado e dirigido por Marcelo Galvão. As filmagens começaram em agosto de 2016. O filme foi distribuído pela Netflix, tendo estreado em 10 de novembro de 2017.
Foi o primeiro filme nacional a ser disponibilizado exclusivamente pela Netflix. O filme O Roubo da Taça, embora anterior, lançado ainda em 2016, teve participação da plataforma de streaming no financiamento e disponibilização, mas foi exibido primeiramente nos cinemas. 
Contou com Diogo Morgado, Étienne Chicot, Deto Montenegro, Nill Marcondes, Igor Cotrim, Maria de Medeiros e Will Roberts nos papeis principais

## Enredo
A história acontece entre as décadas de 1910 e 1940, e conta a história de Cabeleira (Diogo Morgado), um temido matador do estado de Pernambuco. Cabeleira, criado por um cangaceiro local chamado Sete Orelhas (Deto Montenegro), que o encontrou abandonado quando bebê, cresce no sertão completamente isolado da civilização. Agora um adulto, ele finalmente vai à cidade para procurar o desaparecido Sete Orelhas e encontra uma cidade sem lei, governada pelo tirânico Monsieur Blanchard (Etiennet Chicot), um francês que domina o mercado de pedras preciosas e anteriormente empregava Sete Orelhas como seu matador.

## Elenco
- Diogo Morgado como Cabeleira
- Étienne Chicot como Monsieur Blanchard
- Deto Montenegro como Sete Orelhas
- Nill Marcondes como Miranda
- Igor Cotrim como Jonga
- Maria de Medeiros como Nancy
- Will Roberts como Gringo
- Paulo Gorgulho como Tenente Raul Sobral
- Maytê Piragibe como Gabriela Sobral
- Daniela Galli como Fernanda
- Mel Lisboa como Leila
- Eduardo Galvão como Moreno
- Phil Miler como Mr. Steiner
- Francisco Gaspar como Geraldo
- Thaila Ayala como Renata
- Carol Leiderfarb como Charlotte
- Vitor Giudici como Antonio
- Thaís Cabral como Soraia
- Allan Souza Lima como Jagunço

## Produção
Em 5 de agosto de 2016, Netflix anunciou o diretor do filme, o elenco, o enredo e que as filmagens do filme começariam no mesmo mês.